# اونمیوجی (فیلم)
اونمیوجی (به ژاپنی: 陰陽師 Onmyoji) فیلمی به کارگردانی یوجیرو تاکیتا است که در سال ۲۰۰۱ اکران شد.

## بازیگران
- نومورا مانسائی
- هیده‌آکی ایتو
- هیرویوکی سانادا
- یوئی ناتسوکاوا
- آکیرا اموتو
- ماساتو هاگیوارا
- ایتوکو کیشیبه
- کیوکو کویزومی
- کیوکو فوکادا